# Graphocephala constricta
Graphocephala constricta är en insektsart som beskrevs av Hamilton 1985. Graphocephala constricta ingår i släktet Graphocephala och familjen dvärgstritar. Inga underarter finns listade i Catalogue of Life.